# 神田事件 (将棋)
神田事件（かんだじけん）とは、実力制の名人戦が開始した1935年（昭和10年）の将棋界において、神田辰之助七段の八段への昇進をめぐって日本将棋連盟（旧）が分裂した事件。
以下、棋士の段位は当時のものである。

## 概要
関根金次郎十三世名人が自ら名人位を返上するとし、1935年（昭和10年）に初の実力制名人（八段の棋士によるリーグ）が始まったが、神田辰之助七段の参加権を巡る対立で連盟が分裂。この事件は翌年には仲裁により解決し、将棋大成会として再統合し、1947年（昭和22年）には再び日本将棋連盟の名称になった。

## 経緯

### 背景
当時関西の将棋界は坂田三吉八段と、神田七段を中心として大阪朝日新聞が支援する「十一日会」が、東京の日本将棋連盟と対抗していた。
1935年に初の実力制名人を決める第1期名人戦は、全八段による特別リーグとして開始。

### 神田と七・八段の棋士との対局
翌1935年に神田と東京の全七、八段陣との対局を行い、神田は八段陣に8戦全勝。七段との対局との合計で11勝4敗の成績を収め、これをもって大阪朝日は神田の八段昇段を主張したが、連盟側はそんな約束をした覚えはないと反論したのがもつれの始まりであった。

### 分裂
連盟内部はこれへの賛否で過熱し、ついに同年11月、神田昇段賛成派が連盟を脱退し、神田らの「十一日会」と合流して「革新協会」を結成。「革新協会」に加わった棋士は東西を問わず、花田長太郎八段・坂口允彦六段（花田の弟子）・塚田正夫六段（〃）・荒巻三之三段（〃）、金子金五郎八段・小堀清一三段（金子の弟子）、小泉雅信七段・奥野基芳四段（小泉の弟子）、ほか建部和歌夫六段、加藤治郎五段らであった。翌1936年3月に大阪朝日新聞本社で、神田の八段祝賀と革新協会結成披露を兼ねた講演会を開催した。
連盟側は脱退者を除名処分とし、さらには、新たに萩原淳七段を八段に昇段させて特別リーグに入れ、名人戦を続行した。

### 再統一
花田、金子の両八段を欠いては名人戦が有名無実に近く、ファンも納得しないと思われた。最も頭を痛めたのは関根名人で、中立の立場を取ってはいたものの、花田は弟子で、金子は孫弟子であった。関根は木村義雄八段と山本樟郎七段を帯同し、将棋界を去ってから45年になる兄弟子・小菅剣之助八段に仲裁を頼み込みにいく（山本は小菅の弟子）。実業界・政界からも退いて三重県四日市に隠居していた小菅は、将棋界から離れて久しいため事情に疎く自信がないとして当初は拒んだが、ついに関根の懇請に動かされる。
かくして、関根と72歳の小菅の尽力により1936年6月29日、東京・上野公園「精養軒」にて手打式が行われ、再統一が実現した。
この結果、連盟と関西の十一日会の棋士も参加した統一組織となり、名称は関根と小菅によって将棋大成会と命名された。また、神田と萩原の八段昇段を認め、名人戦リーグは続行されることとなった。ただし坂田三吉1名だけは将棋大成会に加わらなかった。
なお、将棋大成会は小菅の功績に感謝し、1936年11月6日付けの声明にて史上初の「名誉名人」の称号を贈った。